# Hugo Winberg
Hugo Leonard Ossian Winberg, född 15 juni 1844 i Kristianstad, död 31 januari 1926 i Lund, var en svensk agronom. Han var far till Torsten Winberg.
Winberg blev student 1863, filosofie kandidat och filosofie doktor 1870 i Lund och var elev vid Alnarps lantbruksinstitut 1870–1872. Efter att ha arrenderat Fosie boställe (1873–1877) och Bjällerup (1877–1886) blev han föreståndare för Alnarps lantbruksinstitut och professor 1886 samt lärare i agronomi och husdjurslära samma år och var lektor och rektor där 1902–1911. Winberg invaldes som ledamot av Lantbruksakademien 1889.
Winberg tilldelades en mängd förtroendeuppdrag och intog en framstående ställning inom lantbrukets ledning, särskilt inom Skåne. Han författade Öfversigt af de vigtigaste företeelserna vid urtima riksdagen i Örebro 1812 (akademisk avhandling 1871), Lantbruks- och mejeriinstitutet i Alnarp under tiden 1862–1912 (1913) samt en mängd uppsatser i lantbruksämnen, publicerade framför allt i Tidskrift för landtmän, som han utgav 1880–1905 tillsammans med Nils Engström och därefter till 1917 med Mats Weibull. Winberg är begravd på Norra kyrkogården i Lund.